# Ян Одровонж (подільський воєвода)
Ян Одровонж зі Спрови (пол. Jan Odrowąż; пом. 21 березня 1485 року) — польський шляхтич, урядник Королівства Польського. Родовий герб — Одровонж.

## Життєпис
Син воєводи руського Пйотра Одровонжа.
Отримав добру освіту, пройшов вишкіл. Вперше фігурує у справі померлого 1465 p. брата Анджея. Через наполягання панів шляхти Руського воєводства, львівських міщан король Казимир Ягеллончик викупив у Я. Одровонжа заставлені брату Анджею Львівську, Жидачівську землі, місто Глиняни; гроші було використано із надзвичайного і добровільного податку на Русь, який люди погодились платити, щоб не допустити передачі Одровонжам львівського староства у заставу через борги короля. Втримав тільки Самбірщину, де у наступні роки через викуп застав, позики королю, скуповування майна зміцнив позиції. 1467 р. позичив королю 200 кіп грошей, забезпечених на Самборі. В 1468 р. отримав перенесення запису 400 гривень боргу із Жидачева на самбірські маєтки. 1469 р. під час люстрації мав 40 сіл у Самбірському повіті без застав. В 1471, 1474 р. надав позики королю по 100 гривень на Самборі та Старому Самборі. 1478 р. на чолі лицарів Руського воєводства воював проти татар під час наїзду на центральні райони воєводства. Не зміг врятувати від грабежу і спалення Брацлава. У 1479 р. брав участь у Сеймі, 1480 р. мав процес проти львівських міщан, яким затримав стада волів на дорозі до Корони. 1482 р. мав процес у Перемишлі з міщанами Самбора стосовно міських доходів. Торгові справи мав з львівськими, самбірськими, перемиськими міщанами, Гербуртами (у них брав позики під заставу). Доходи в Самбірщині у 1496 р. оцінили у 24029 флоринів.
Тривалий час не допускався до впливових посад Руського воєводства. Користувався підтримкою короля як кредитор. 1467 року — підстолій сандомирський, 1468 стольник львівський. Староста львівський від 1465 року, воєвода подільський від 1476 року, воєвода руський (1479 (або 1482) — 1485), староста галицький, жидачівський, самбірський.

### Сім'я
Був одружений з Беатою Тенчинською (?—1517, донька краківського каштеляна Яна Тенчинського). У них було 3 сини:
- Ян,
- Станіслав,
- Геронім (староста самбірський від 1517 року).